# Flacher Wurzelglanzkäfer

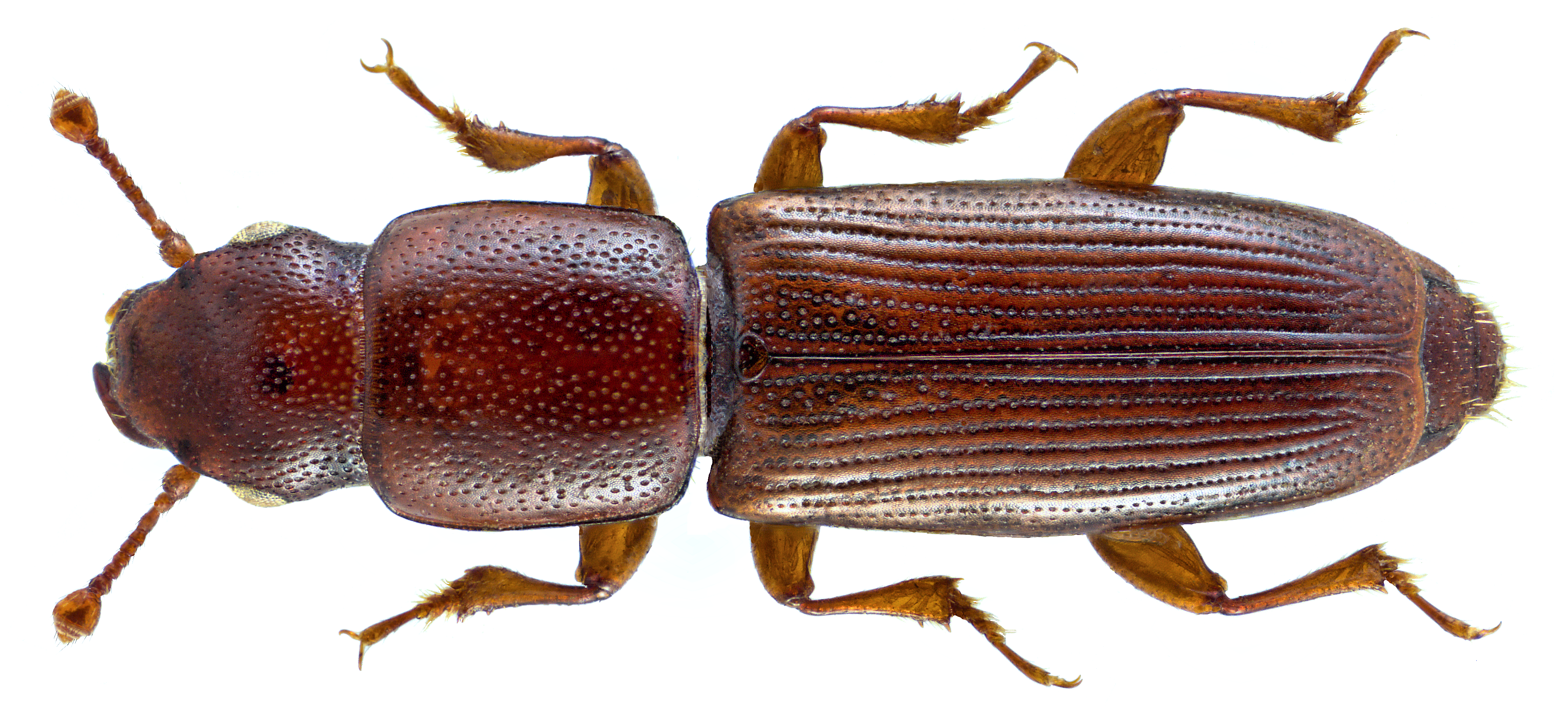
Präparat, Dorsalansicht

Der Flache Wurzelglanzkäfer (Rhizophagus depressus) ist ein Käfer aus der Familie der Detrituskäfer (Monotomidae).

## Merkmale
Die rostbraun gefärbten Käfer sind 2,8–4,5 mm lang. Kopf und Halsschild sind unregelmäßig punktiert. Der Halsschild ist länger als breit. Dieser ist an den vorderen Ecken abgerundet. Die Flügeldecken sind mehr als doppelt so lang wie der Halsschild. Der zweite Zwischenraum der Flügeldecken ist vorne erweitert und weist eine zusätzliche unvollständige Punktreihe auf bzw. besitzt einige überzählige unregelmäßig angeordnete Punkte. Die seitlichen Punktstreifen der Flügeldecken sind nur schwach ausgebildet.

## Ähnliche Arten
- Flacher Rindenkäfer (Rhizophagus grandis) – Halsschild breiter als lang

## Verbreitung
Die Art ist in der Paläarktis verbreitet. In Europa ist sie weit verbreitet. Sie ist auch auf den Britischen Inseln vertreten. Im Norden reicht das Vorkommen bis nach Skandinavien (Mittelnorwegen, Mittelfinnland und Nordschweden), im Süden bis nach Nordafrika, im Osten bis in den Nahen Osten und den Kaukasus.

## Lebensweise
Die Käfer findet man häufig unter der Rinde von Nadelhölzern (Fichten und Kiefern), an frisch geschlagenen und entrindeten Baumstämmen sowie an Baumstümpfen (darunter auch denen von Birken). Die Käfer erscheinen zeitig im Frühjahr und werden bis in den Mai beobachtet. Sie ernähren sich vermutlich von Pilzen und Pflanzensäften.